# Hawandawaki
Hawandawaki es una comuna rural del departamento de Tessaoua de la región de Maradi, en Níger. En diciembre de 2012 presentaba una población censada de 39 739 habitantes.
La localidad cuenta en sus alrededores con algunas tierras de regadío. Su mercado se desarrolló notablemente en los años 1960 como un importante centro de exportación de cacahuetes.
Se encuentra situada en el centro-sur del país, muy cerca de la frontera con Nigeria. La localidad se ubica unos 20 km al norte de la ciudad nigeriana de Mai'adua.